# Vitamer
Vitamereknek nevezzük azokat a kémiailag és metabolikus tulajdonságaik alapján rokon vegyületeket, amelyek minőségileg azonos vitamin-aktivitást mutatnak egy vitaminhiányos biológiai rendszerben. Például a retinol, retinal, retinasav, 3,4-didehidroretinol, plusz három karotin és egy xantofill vegyület mind az A-vitamin vitamerjei.

## Vitamerek részleges listája
| Vitamin     | A vitamerek neve                                                                              |
| ----------- | --------------------------------------------------------------------------------------------- |
| A-vitamin   | retinol, retinal, alfa-karotin, béta-karotin, gamma-karotin, béta-kriptoxantin                |
| B1-vitamin  | tiamin, tiamin-pirofoszfát                                                                    |
| B2-vitamin  | riboflavin, flavin-mononukleotid, flavin-adenin-dinukleotid                                   |
| B3-vitamin  | niacin, niacinamid                                                                            |
| B5-vitamin  | pantoténsav, pantenol, pantetin                                                               |
| B6-vitamin  | piridoxin, piridoxamin, piridoxál, piridoxál-5'-foszfát                                       |
| B7-vitamin  | biotin                                                                                        |
| B9-vitamin  | folsav, folinsav, 5-metiltetrahidrofolát                                                      |
| B12-vitamin | cianokobalamin, hidroxokobalamin, metilkobalamin, adenozil-kobalamin                          |
| C-vitamin   | aszkorbinsav, dehidroaszkorbinsav, kalcium-aszkorbát, nátrium-aszkorbát, aszkorbinsav más sói |
| D-vitamin   | ergokalciferol (D2), kolekalciferol (D3)                                                      |
| E-vitamin   | tokoferolok (d-alfa, d-béta, d-gamma és d-delta-tokoferol), tokotrienolok                     |
| K-vitamin   | fillokinon(K1), menakinonok (K2), menadionok (K3)                                             |